# Ngoa Ekélé
Ngoa Ekélé est un quartier de l’arrondissement de Yaoundé III  à Yaoundé au Cameroun.
Il est limitrophe des quartiers Olezoa au sud, Mvolyé à l’ouest et Melen au nord. Il est séparé à l’est du centre administratif par la vallée de la mort ou Nkol Nguet.
Le quartier est construit sur une ligne de crête qui culmine à 793 mètres, c’est le Plateau Atemengue.

## Étymologie
« Ngoa Ekélé » est une expression Ewondo composée de «Ngoag», la pierre, le rocher, le caillou, et de «Ekélé» signifiant «est accroché». Littéralement «Ngoa Ekele» pourrait signifier «(La) Pierre (est) perchée», «(La) Pierre (est) suspendue», «(La) Pierre (est) accrochée».

## Historique
En 1911, pendant la période coloniale allemande, un tribunal coutumier dit indigène ou « Tribunal de races » siégeait en ce lieu et était présidé alternativement par Joseph Atemengue (en) et Onambele Mbazoa. Les décisions de ce tribunal étaient sévères. Suspendues sur la tête des prévenus, elles tombaient net comme un couperet. «Ngoa Ekélé» ferait donc allusion à ces décisions de justice «pierres perchées» au-dessus de la tête de chaque prévenu et prête à s’abattre sur elle.

## Population
La population de Ngoa Ekele est majoritairement estudiantine. Les étudiants venant des dix régions du Cameroun, la population du quartier est cosmopolite.

## Institutions
Ngoa Ekélé est un à la fois un quartier estudiantin, politique et militaire.

### Éducation

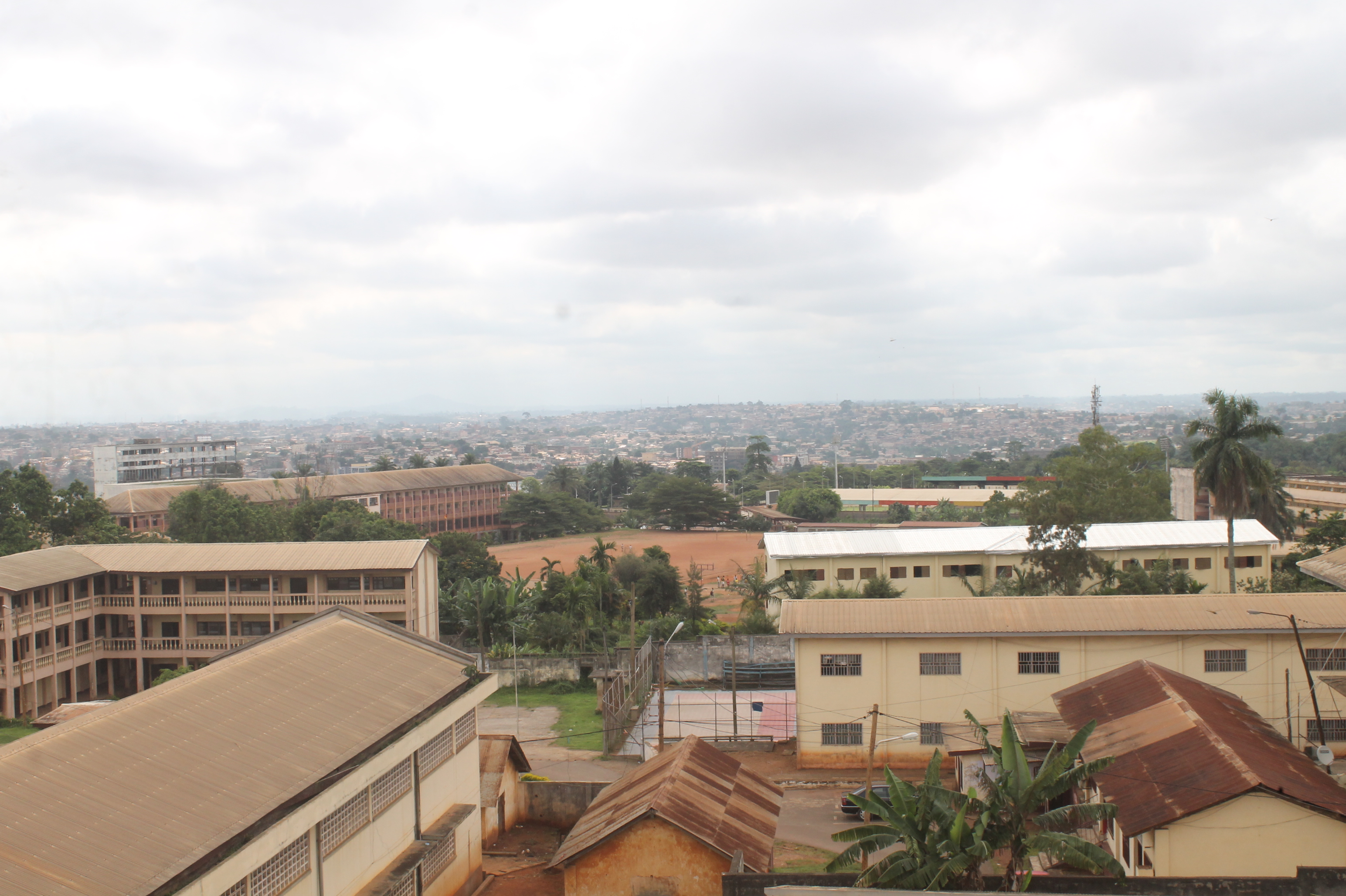
Vue panoramique de quelques établissements de Ngoa Ekelle

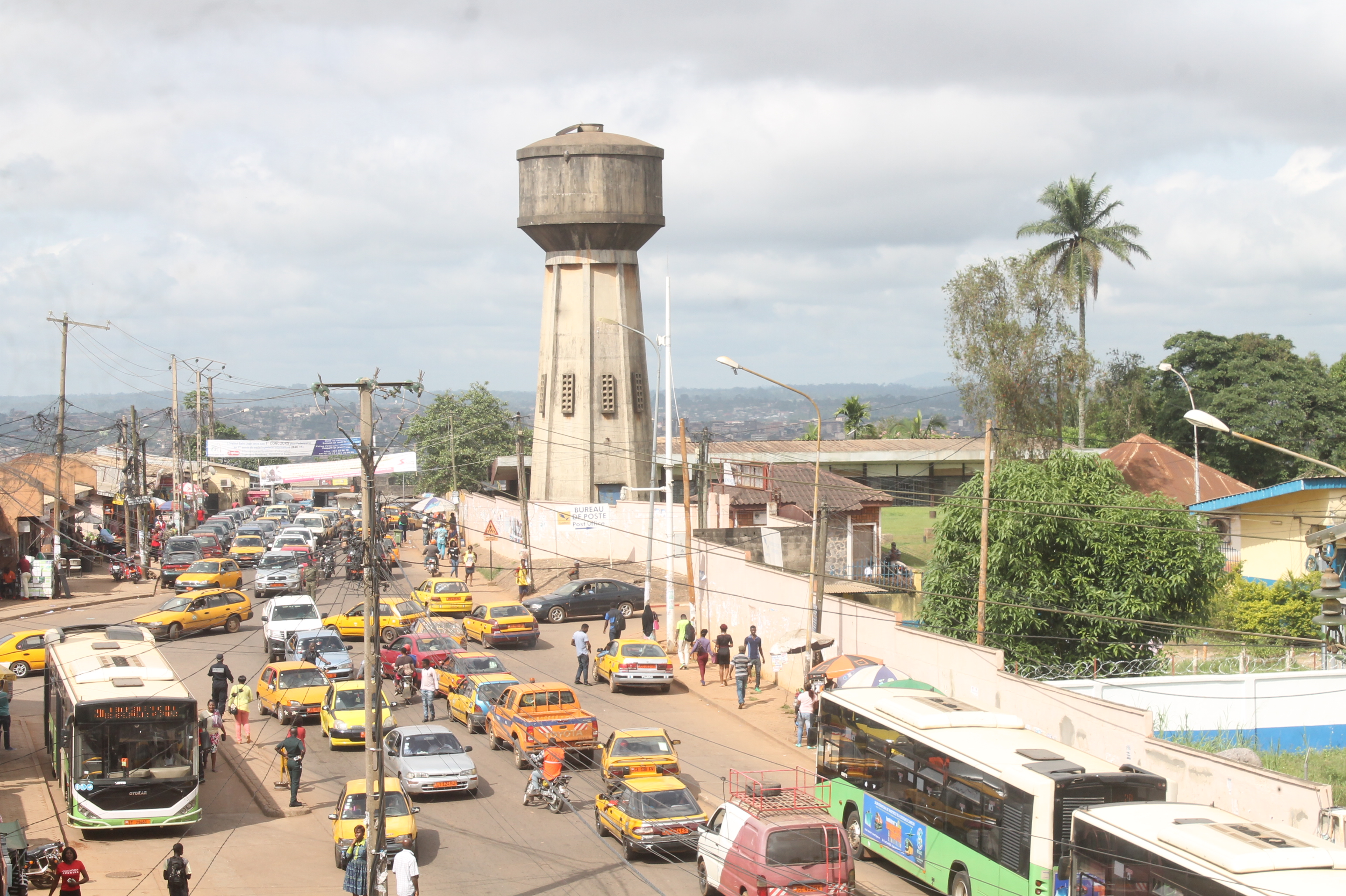
Chateau Ngoa Ekelle

Ngoa Ekélé regroupe de nombreux établissements scolaires et universitaires:
- Enseignement de base

1. École primaire départementale
2. École primaire gendarmerie mobile
3. Écoles publiques maternelles et primaires du Plateau Atemengue

- Enseignement secondaire

1. Lycée de Ngoa Ekélé ancien CES
2. Cetic de Ngoa Ekélé
3. Lycée Général Leclerc

- Enseignement supérieur

1. Institut national de la jeunesse et des sports(INJS)
2. Université de Yaoundé I[4]
3. École nationale supérieure des postes, télécommunication et des tic(SUP'PTIC)
4. École supérieure des sciences et techniques de l'information et de communication de Yaoundé (ESSTIC)

### Politique

Monument de la réunification.jpg

Le siège de l'assemblée nationale du Cameroun se situe à Ngoa Ekélé. 
On retrouve également le Monument de la réunification du Cameroun.

### Militaire
1. le stade militaire de Yaoundé (2500 places)
2. Le quartier général

## Santé
- Centre hospitalier universitaire de Yaoundé
- Centre international de référence Chantal Biya

## Galerie

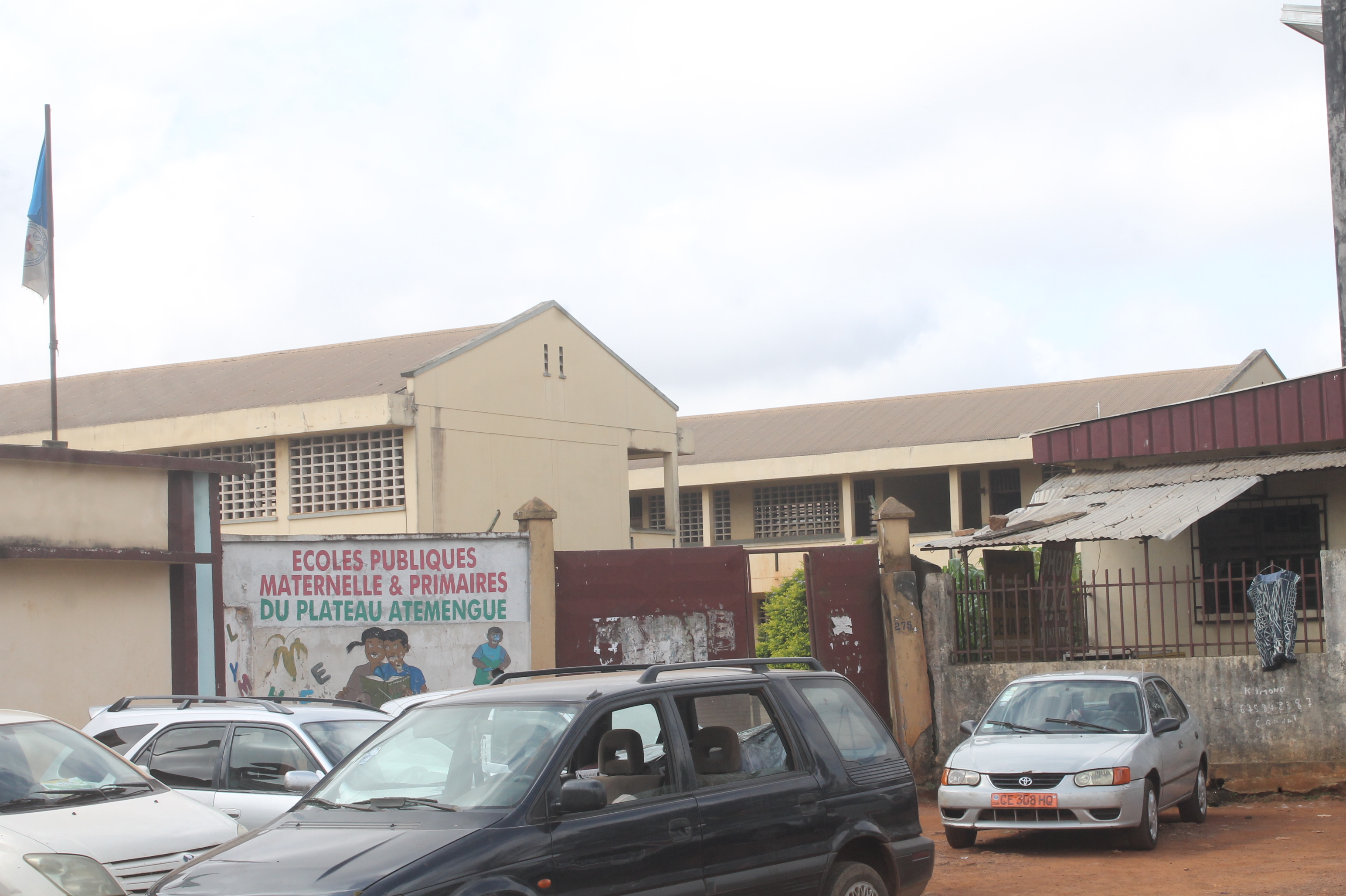
Ecoles publiques maternelles et primaires du Plateau Atemengue
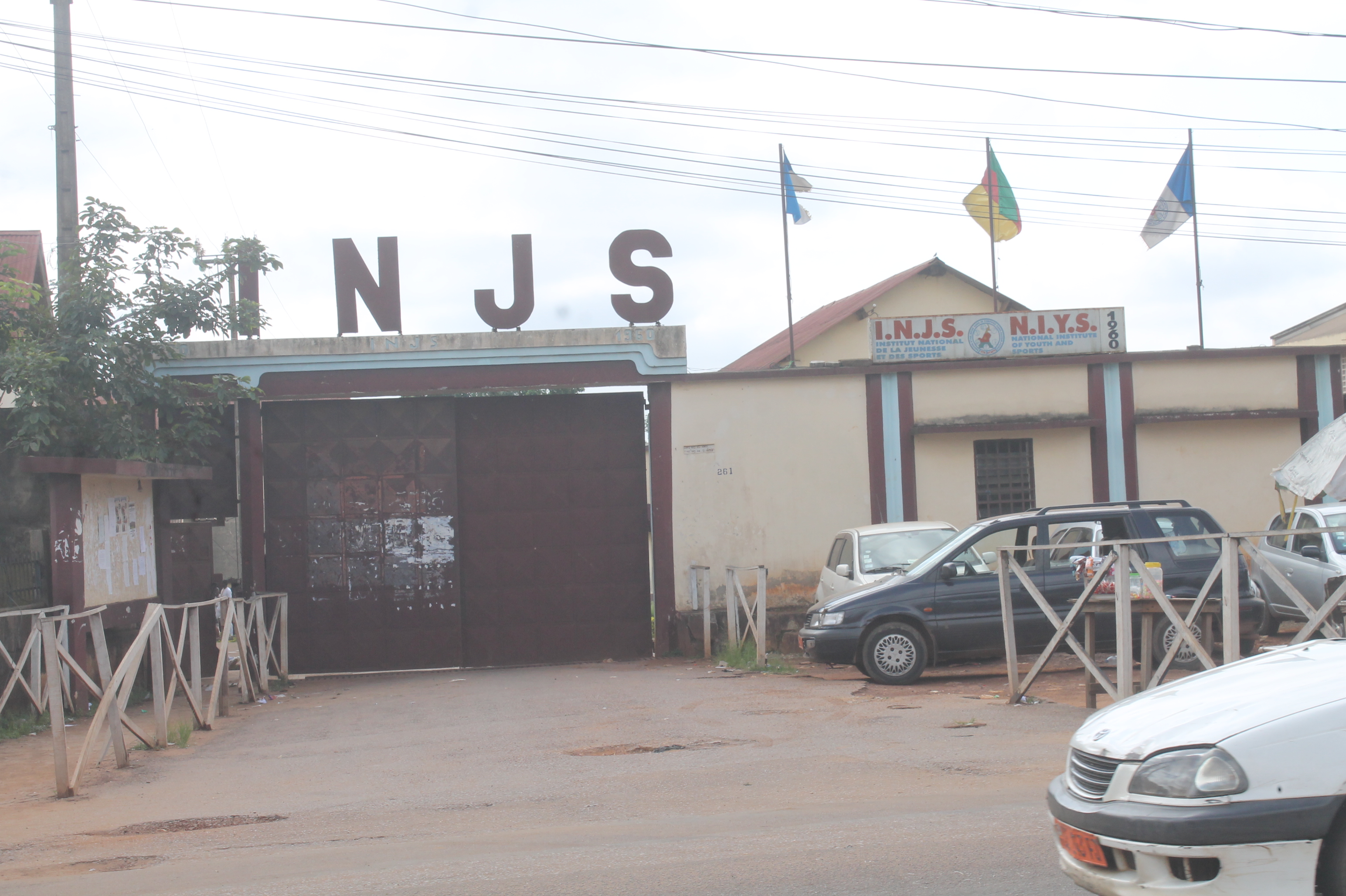
Institut National de la Jeunesse et des Sports (INJS)
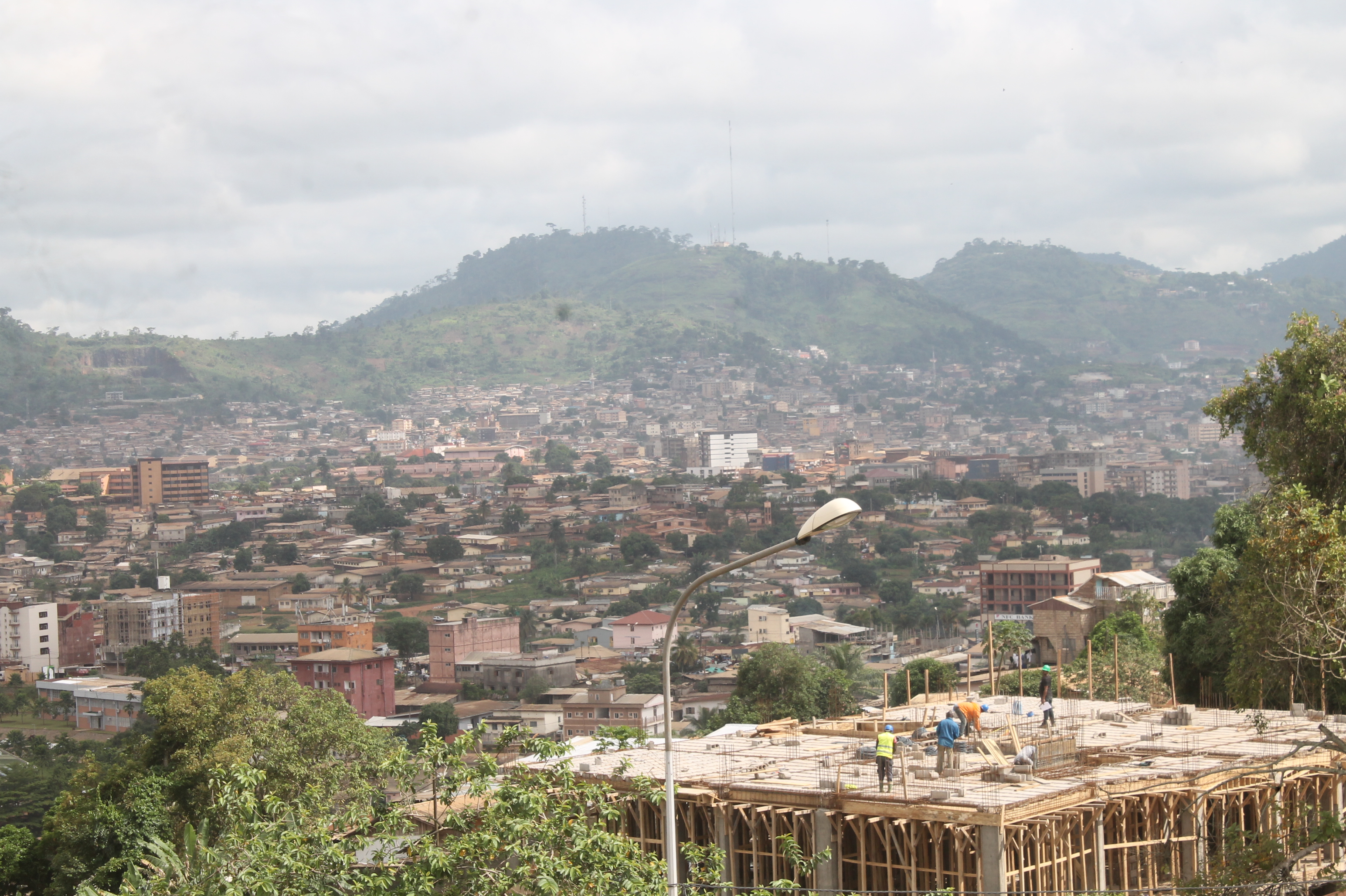
Vue panoramique à partir de Ngoa Ekelle vers Melen
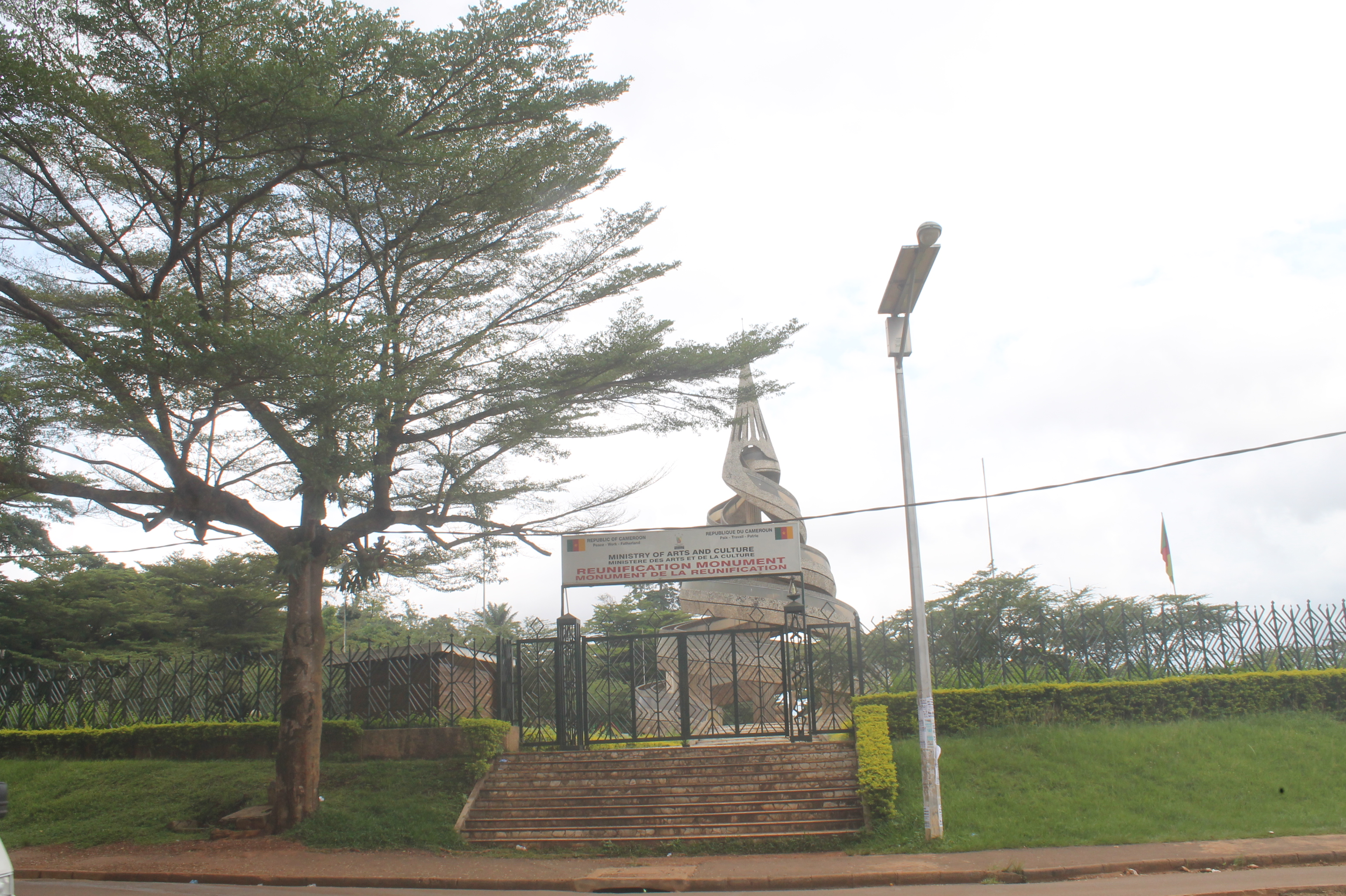
Monument de la réunification
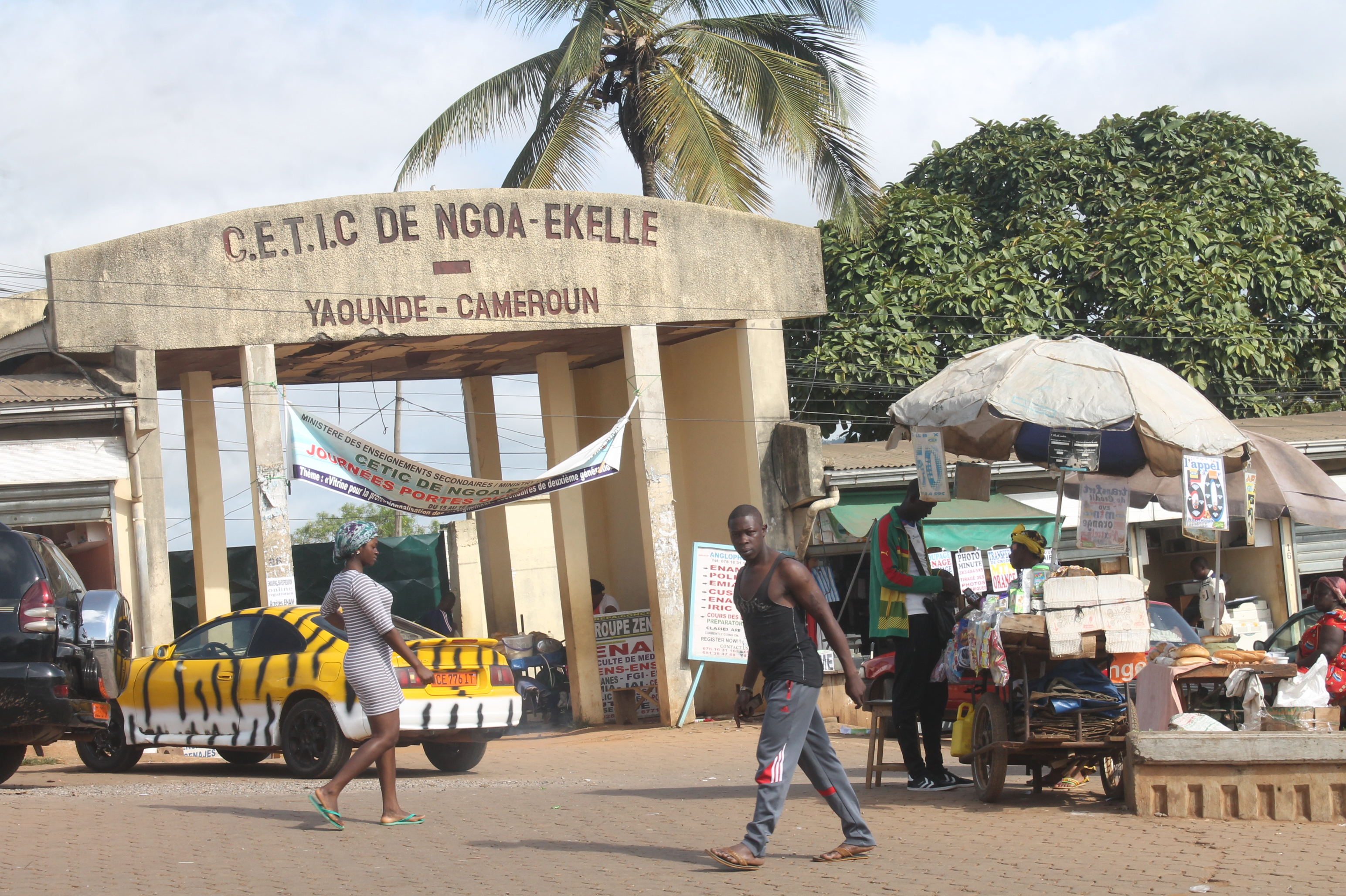
Portail du CETIC de Ngoa Ekelle